# Nova Corella
Nova Corella é um município de  segunda classe de renda municipal (d) na província Davao do Norte, nas Filipinas. De acordo com o censo de 1 de maio  de  2020 possui uma população de 57 913 pessoas e 13 958 domicílios.